# 张国彦 (山西)
张国彦（1938年—2014年4月4日），山西省临汾市尧都人，中华人民共和国政治人物。
1964年8月，加入中国共产党。曾任临汾地区行署专员。1995年12月30日，担任中共临汾地区委员会书记，直至1998年2月28日，此外担任山西省人大常委。2013年4月4日，因病在山西临汾去世，享年75岁。